# Merritt Ruhlen

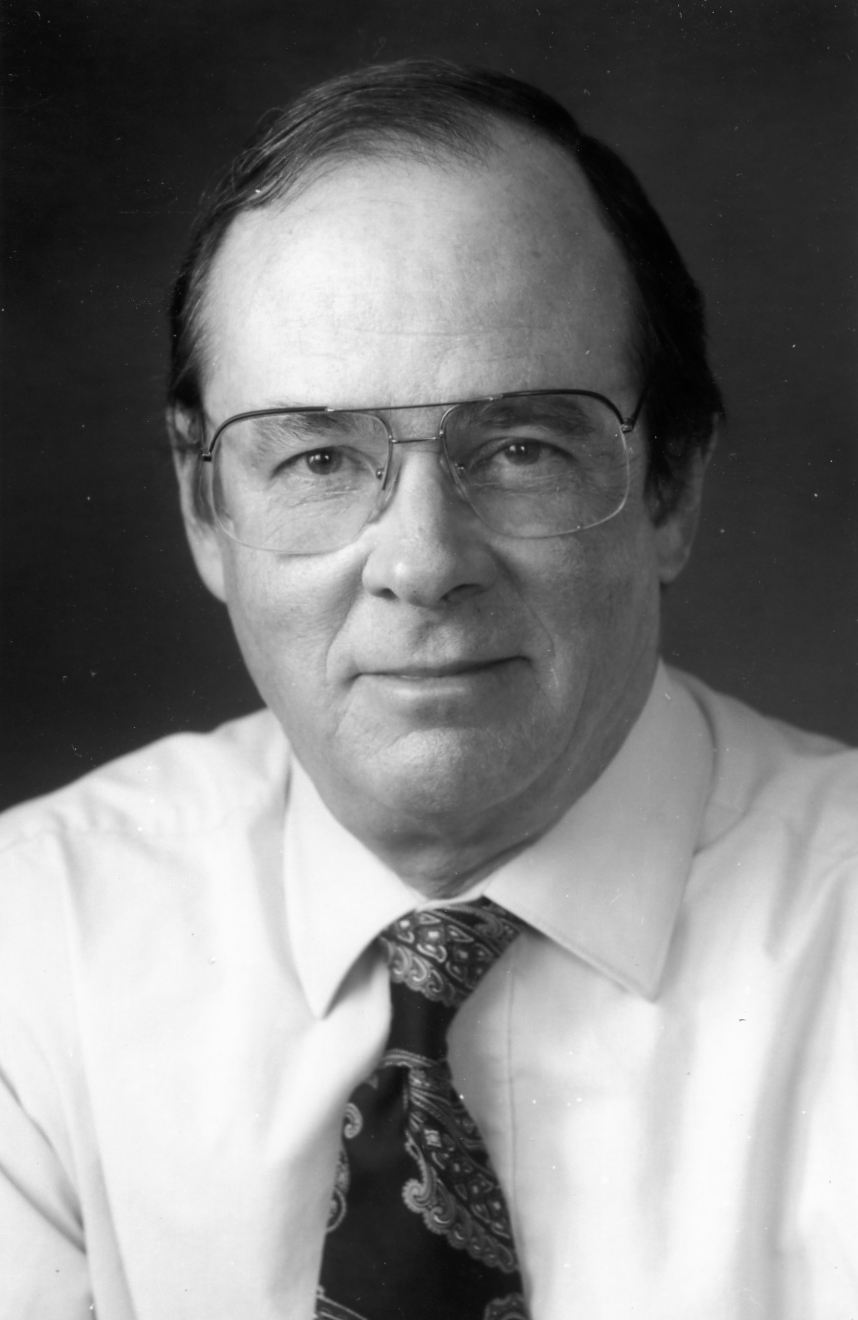
Merritt Ruhlen

Merritt Ruhlen (Washington, 10 de mayo de 1944) es un lingüista estadounidense. Su trabajo más conocido está dedicado a la clasificación de las lenguas del mundo y a la evolución de la humanidad desde la perspectiva de la actividad lingüística.

## Biografía académica
Ruhlen estudió en las universidades de París, Illinois y Bucarest. Se graduó en 1973 en la Universidad de Stanford con una disertación sobre análisis morfológico de la lengua rumana desde el punto de vista de la gramática generativa. Posteriormente trabajó varios años en Stanford como profesor ayudante del lingüista Joseph Greenberg, con el cual trabajaría conjuntamente durante 35 años, hasta el fallecimiento de Greenberg en el año 2001. Desde 1994 es profesor de antropología y biología humana en la misma universidad. Junto con Murray Gell-Mann y Serguéi Stárostin fue director del Programa de Santa Fe "Evolución de la lengua humana".

## Trabajo de investigación
Merritt Ruhlen es un precursor del uso de métodos interdisciplinares para el conocimiento de la lingüística histórica, combinando la genética humana y la arqueología, lo que le llevó a colaborar intensamente con el genetista Luigi Luca Cavalli-Sforza y el arqueólogo Colin Renfrew. Es también uno de los más conocidos sostenedores de la hipótesis de la superfamilia lingüística del amerindio, como discípulo principal del lingüista taxónomo Joseph Greenberg.
En Nepal participó en la investigación del kusunda, una lengua aislada, así como también en la investigación de la lengua nahali, conocida como perteneciente a la familia de lenguas indopacíficas. Investigó el parentesco de los idiomas yeniseianos con la familia de lenguas na-dené de América del Norte, de gran transcendencia para la macrofamilia dené-caucásica. Otro punto de interés en el que Ruhlen centra la atención es el de los "étimos globales", que deben comprender todos los idiomas, base de la hipótesis lingüística monogénetica.

## Publicaciones principales
- 1987: A guide to the world's languages. Londres, Melbourne y Auckland: Edward Arnold, 1991.
- 1994: On the origin of languages: studies in linguistic taxonomy. Stanford University Press.
- 1994: The origin of language. Tracing the evolution of the mother tongue. Nueva York: John Wiley.